# Calamara's Girl
Calamara's Girl, född 31 mars 2014 i Uppsala i Uppsala län, är en svensk varmblodig travhäst. Hon tränades och kördes av Oskar Kylin Blom. Som unghäst tränades hon av Svante Båth och kördes av Erik Adielsson.
Calamara's Girl började tävla i februari 2017. Hon sprang under sin karriär in 1,8 miljoner kronor på 33 starter varav 7 segrar, 7 andraplatser och 6 tredjeplatser. Hon tog karriärens största seger i Korta E3 (2017).

## Karriär

### Tiden som unghäst
Calamara's Girl debuterade i lopp den 3 februari 2017 på Solvalla. Hon kom på andraplats i debuten. Därefter följde två raka segrar. Hon deltog i Margaretas Tidiga Unghästserie för ston i mars och april 2017, där hon kom på fjärde- respektive tredjeplats. Den 18 juni på Färjestadstravet startade hon i ett uttagningslopp till långa E3-finalen för ston. Hon slutade på femteplats och tog sig därmed inte vidare bland de tre främsta som gick till final.
Hon startade i ett uttagningslopp till korta E3-finalen för ston den 7 augusti 2017 på Örebrotravet, där hon kom på andraplats och kvalificerade sig för final. Finalen gick av stapeln den 19 augusti på Romme travbana. Hon vann finalen med ett huvud före loppets ledare, Jörgen Westholms White Lightning. Detta blev därmed hennes första sexsiffriga seger (925 000 kronor i förstapris) och första seger i ett Grupp 1-lopp. I och med segern passerade hon även milstolpen att ha sprungit in över 1 miljon kronor. Segern togs på kilometertiden 1.11,4 över 1640 meter – vilket innebar att hon segrade på den näst snabbaste segertiden någonsin i loppet. Det var även första gången sedan Tamla Celebers seger i loppet 2010 som det krävdes en snabbare segertid för att vinna stoklassen i korta E3 än klassen för hingstar och valacker.
Den 30 september kom hon på fjärdeplats i 2017 års upplaga av Europeiskt treåringschampionat, som gick av stapeln på Solvalla. Den 29 oktober deltog hon i semifinalen av Breeders' Crown för 3-åriga ston på Solvalla. Hon var spelad till andrahandsfavorit bakom Vamp Kronos, men galopperade bort sina möjligheter och slutade oplacerad. Hon segrade i ett treåringslopp på Romme travbana den 17 november. Detta blev också säsongens sista start. Med 1,4 miljoner kronor insprunget på 15 starter varav 4 segrar under året blev hon Sveriges tionde vinstrikaste treåring säsongen 2017.
Säsongen 2018 blev inte lika framgångsrik som debutsäsongen, utan resulterade bara i en seger på tio starter. Årsdebuten avklarades den 14 maj med en tredjeplats i ett Breeders' Crown-lopp på Halmstadtravet. Största framgången under året kom under sommaren då hon kvalade in till finalen av Stosprintern för fyraåriga ston. I finalen slutade hon femma. Årets enda seger kom den 10 augusti i ett fyraåringslopp på Halmstadtravet.

### Fortsatt karriär
Inför säsongen 2019 flyttades hon till tränare Oskar Kylin Blom.